# تأثير الشيطان
تأثير الشيطان: كيف يتحول الأخيار إلى أشرار (بالإنجليزية: The Lucifer Effect)‏ هو كتاب صدر عام 2007 يتضمن أول وصف مكتوب ومفصل للبروفيسور فيليب زيمباردو للأحداث المحيطة بتجربة سجن ستانفورد في عام 1971 حيث دراسة محاكاة السجن التي كان لا بد من إيقافها بعد ستة أيام فقط بسبب العديد من النتائج المؤلمة والانقطاعات الذهنية من المشاركين. يتضمن الكتاب أكثر من 30 عامًا من البحث في العوامل النفسية والاجتماعية التي تؤدي إلى ارتكاب أفعال غير أخلاقية من قبل أشخاص أخيّار كما يوضح سبب حدوث إساءة معاملة السجناء والتعذيب في سجن أبي غريب في عام 2003 والتي تشبه تجربة سجن ستانفورد.